# Visayas Orientals
Les Visayas Orientals (en waray-waray Sinirangan nga Kabisay-an, en filipí Silangang Kabisayaan, en anglès Eastern Visayas) són una regió de les Filipines, designada com a Regió VIII. La regió està situada a la part oriental del grup de les Visayas, i no té fronteres terrestres amb cap altra regió. Les illes principals de la regió són Leyte, Samar i Biliran. Les Visayes Orientals agrupen sis províncies (Biliran, Leyte, Leyte Meridional, Samar, Samar Septentrional i Samar Oriental) i dues ciutats independents (Ormoc i Tacloban). La ciutat de Tacloban és la capital regional.
La superfície de la regió és de 23.230 km². Segons el cens de 2007, té una població de 3.915.140 habitants.

## Províncies
La regió de les Visayas Orientals està composta per 6 províncies i 2 ciutats independents:
| Província                    | Capital    | Població (2007) | Àrea (km²) | Densitat de població (per km²) |
| ---------------------------- | ---------- | --------------- | ---------- | ------------------------------ |
| Prov. de Biliran             | Naval      | 150.031         | 536,0      | 279,9                          |
| Prov. de Leyte               | Tacloban   | 1.327.491       | 5.699,7    | 232,9                          |
| Prov. de Leyte Meridional    | Maasin     | 390.847         | 1.797,2    | 217,5                          |
| Prov. de Samar               | Catbalogan | 695.149         | 6.048,0    | 114,9                          |
| Prov. de Samar Oriental      | Borongan   | 405.114         | 4.640,7    | 87,3                           |
| Prov. de Samar Septentrional | Catarman   | 549.759         | 3.692,9    | 148,9                          |
|                              |            |                 |            |                                |
| Ciutat d'Ormoc               | —          | 178.605         | 613,6      | 291,1                          |
| Ciutat de Tacloban           | —          | 218.144         | 201,7      | 1.081,4                        |
|                              |            |                 |            |                                |
| Visayas Orientals            | Tacloban   | 3.915.140       | 23.230,0   | 168,5                          |

Tot i que l'Oficina Nacional d'Estadística, amb finalitats estadístiques, agrupa les ciutats d'Ormoc i Tacloban dins de la província de Leyte, són administrativament independents de les seves províncies; Ormoc per ser una ciutat autònoma i Tacloban per ser una ciutat altament urbanitzada.